# Ylä-Tankonen
Ylä-Tankonen este o arie protejată (arie specială de conservare — SAC, sit de importanță comunitară — SCI) din Finlanda întinsă pe o suprafață de 17 ha, integral pe uscat.

## Localizare
Centrul sitului Ylä-Tankonen este situat la coordonatele 62°34′25″N 26°04′27″E / 62.5736°N 26.0742°E.

## Înființare
Situl Ylä-Tankonen a fost declarat sit de importanță comunitară în august 1998 pentru a proteja 1 specie de plante. Situl a fost protejat și ca arie specială de conservare în aprilie 2015.

## Biodiversitate
Situată în ecoregiunea boreală, aria protejată conține 4 habitate naturale: Mlaștini turboase de tranziție și turbării mișcătoare, Izvoare fino-scandinave și mlaștini produse de izvoare bogate în minerale, Mlaștini alcaline, Mlaștini împădurite.
La baza desemnării sitului se află o specie protejată de  plante: Meesia longiseta.
Pe lângă speciile protejate, pe teritoriul sitului au mai fost identificate 2 specii de plante.